# The Story of Light
The Story of Light è il settimo album in studio del chitarrista statunitense Steve Vai, pubblicato il 14 agosto 2012 in Europa e America, il 3 settembre a livello internazionale, mentre nel Regno Unito è disponibile dall'11 settembre.
(Steve Vai)
Il disco è pubblicato da Favored Nations, etichetta discografica fondata dallo stesso Vai nel 1999, registrato presso lo studio personale di Vai, Harmony Hut, e prodotto da Bernie Grundman.
L'uscita dell'album è stata preceduta dal singolo Gravity Storm.
Questo album è il secondo in ordine cronologico a far parte della trilogia Real Illusions, iniziata nell 2005 con Real Illusions: Reflections.
In concomitanza con l'uscita dell'album, DiMarzio ha reso disponibile un nuovo set di pick-up signature di Steve Vai, i "Gravity Storm" che prendono il nome dal titolo di una traccia del disco.
Subito dopo l'uscita dell'album, Vai inizia un tour promozionale nel Nord America e in Europa.

## Il disco
Fin dal preordine The Story of Light è stato disponibile in formato digitale, cd deluxe (con booklet e dvd contenente una intervista a Steve Vai riguardo all'album) e platinum (con vinile, con incisi i brani John the Revelator e Book of The Seven Seals, con 3 plettri, cartoline con semi, dvd con intervista e booklet).
Classic Rock ha prodotto un'edizione limitata dell'album con un libro di 12 pagine riguardo alla realizzazione dell'album, un'intervista esclusiva a Steve Vai e una copertina alternativa del disco.
Dal 16 aprile 2013 è possibile acquistare (solo per USA e Canada) l'album, mixato e masterizzato in analogico, in un doppio vinile con un inserto di 8 pagine.
Per Music Radar l'artista ha rilasciato un'intervista in cui parla dei brani presenti nell'album.
1. The Story of Light
Nel primo brano dell'album, The Story of Light che dà il titolo all'album, si può sentire recitare un testo in russo.[18] L'artista ha suonato con una chitarra a 7 corde.
2. Velorum
Velorum è un pezzo strumentale molto veloce con vari cambiamenti, dal suono distorto e pesante al pulito e cristallino, in cui la chitarra è accompagnata dagli hi-hat della batteria di Jeremy Colson. Il titolo fa firerimento a Gamma e Delta Velorum della costellazione delle Vele.[18] Il 7 agosto è stato pubblicato il brano in anteprima su SoundCloud.[19] In questo brano l'artista suona una chitarra a 7 corde e per la parte melodica una chitarra acustica il cui suono è stato modificato con vari effetti.[20]
3. John The Revelator
In John The Revelator Steve Vai si è ispirato all'omonima canzone di Blind Willie Johnson e ha acquistato in licenza alcuni secondi della canzone originale in cui si può sentire Blind Willie Johnson cantare. Il testo è stato ripreso dall'originale con qualche differenza. Per il coro sono stati chiamati 10 cantanti di Los Angeles e le loro voci sono state sovrapposte. In questo brano partecipa come cantante Beverly McClellan. Il titolo si riferisce a Giovanni apostolo ed evangelista. Il 24 luglio 2012 è stato pubblicato sul sito di Rolling Stone il brano in anteprima.[21] Il 14 agosto è stato reso disponibile per il download.[22]
4. Book of the Seven Seals
Book of the Seven Seals è strettamente legata al brano che la precede, infatti John The Revelator è stato diviso in due e questo brano è la seconda parte. Anche qui è presente la voce di Beverly McClellan insieme a diversi cantanti del coro. Il titolo si riferisce al Libro dai 7 sigilli tratto dall'Apocalisse di Giovanni.
5. Creamsicle Sunset
Il titolo di Creamsicle Sunset fa riferimento a un tramonto visto alle isole Hawaii che fa pensare a un sorbetto all'arancia. Per questo brano sono state suonate la JEM EVO e la FLO, per l'accompagnamento una Les Paul, alcune chitarre hollow body, una Fender Stratocaster Eric Johnson Signature, il tutto collegato a un amplificatore Fender Bandmaster.
6. Gravity Storm
Questo brano è stato pubblicato come singolo il 23 maggio. In Gravity Storm per dare il senso di pesantezza, come se si venisse schiacciati dalla forza di gravità, Steve Vai fa ampio uso di bending, realizzati senza l'uso di una leva tremolo. La chitarra suonata è stata accordata un tono sotto e aveva corde di maggior spessore, inoltre in questo brano c'è l'uso di double-stop.
7. Mullach A'tSi
In Mullach A'tSi l'artista si è ispirato a una ninna nanna della musica celtica. In questo brano suona anche Deborah Henson-Conant all'arpa. Come nei precedenti album di Steve Vai la settima traccia ha un valore particolare ed è quella più importante.
8. The Moon and I
The Moon and I è stato registrato per la prima volta durante un soundcheck di Steve Vai insieme al suo gruppo durante una tappa ad Atene, Grecia. Dalla registrazione di quel pezzo improvvisato sul momento è poi nato il brano intero. The Moon and I, in cui canta lo stesso Vai, è stato pubblicato come singolo in formato digitale nel 2011 come parte dei VaiTunes, singoli inediti pubblicati in formato digitale. Successivamente è stato remixato e inserito in questo album.[23]
9. Weeping China Doll
Weeping China Doll prende il titolo dai fiori che si trovano nel giardino fuori dallo studio di registrazione di Vai, Harmony Hut. In questo brano suona una chitarra a 7 corde. Il 28 novembre 2010 sul canale ufficiale YouTube di Steve Vai è stato pubblicato un breve video dell'artista che registra il brano Weeping China Doll.[24]
10. Racing The World
Racing The World è un brano strumentale ed è l'ultimo a essere stato registrato. L'intenzione dell'artista era quella di avere un brano che bilanciasse l'album. Il 28 giugno 2012 è stato pubblicato su YouTube in esclusiva per Guitar Centre un video in cui Steve Vai esegue Racing The World.[25]
11. No More Amsterdam
In No More Amsterdam Vai ha unito le registrazioni di decine di chitarre, oltre a banjo, sitar e mandolini. Per il testo della canzone Vai è stato aiutato da Aimee Mann, che oltre ad aver scritto in parte il testo duetta insieme al chitarrista.[26] Steve Vai con questa canzone non intende far riferimento all'uso di droghe o stupefanti, che sono legali nei Paesi Bassi. In questo brano Vai suona una Ibanez Euphoria e una chitarra a 12 corde Taylor, un cavaquinho, sitar elettrico, Telecaster e Stratocaster, mentre per l'accompagnamento ha suonato una Les Paul.
12. Sunshine Electric Raindrops
L'idea di base di Sunshine Electric Raindrops era stata registrata sull'iPhone di Steve Vai e partendo da un motivo basilare ha costruito l'intero brano strumentale. Ritenendo il brano troppo pop scartò inizialmente l'idea per poi ripensarci e registrarlo per l'album.

## Tracce
Testi e musiche di Steve Vai.
1. The Story Of Light – 6:15
2. Velorum – 6:09
3. John The Revelator (feat. Beverly McClellan) – 3:40 (Blind Willie Johnson)
4. Book of The Seven Seals (feat. Beverly McClellan) – 3:56
5. Creamsickle Sunset – 3:30
6. Gravity Storm – 5:33
7. Mullach A'tSi – 3:56
8. The Moon and I – 7:18
9. Weeping China Doll – 6:11
10. Racing The World – 3:45
11. No More Amsterdam (feat. Aimee Mann) – 4:15
12. Sunshine Electric Raindrops – 4:15
13. People of the World (bonus track giapponese)

Durata totale: 58:43

## Formazione
- Steve Vai: chitarra, voce (tracce 8 e 11)
- Dave Weiner: chitarra
- Jeremy Colson: batteria
- Philip Bynoe: basso
- Aimee Mann: voce (traccia 11)
- Beverly McClellan: voce (tracce 3 e 4)
- Deborah Henson-Conant: arpa (traccia 7)
- Dave Rosenthal: tastiera (traccia 1)
- Julia Rainy May Vai: voce (traccia 1)
- Bob Carpenter: Hammond B3 (tracce 3, 4 e 12)
- Mike Keneally: tastiera (traccia 8)[27]